# بازی ریتم

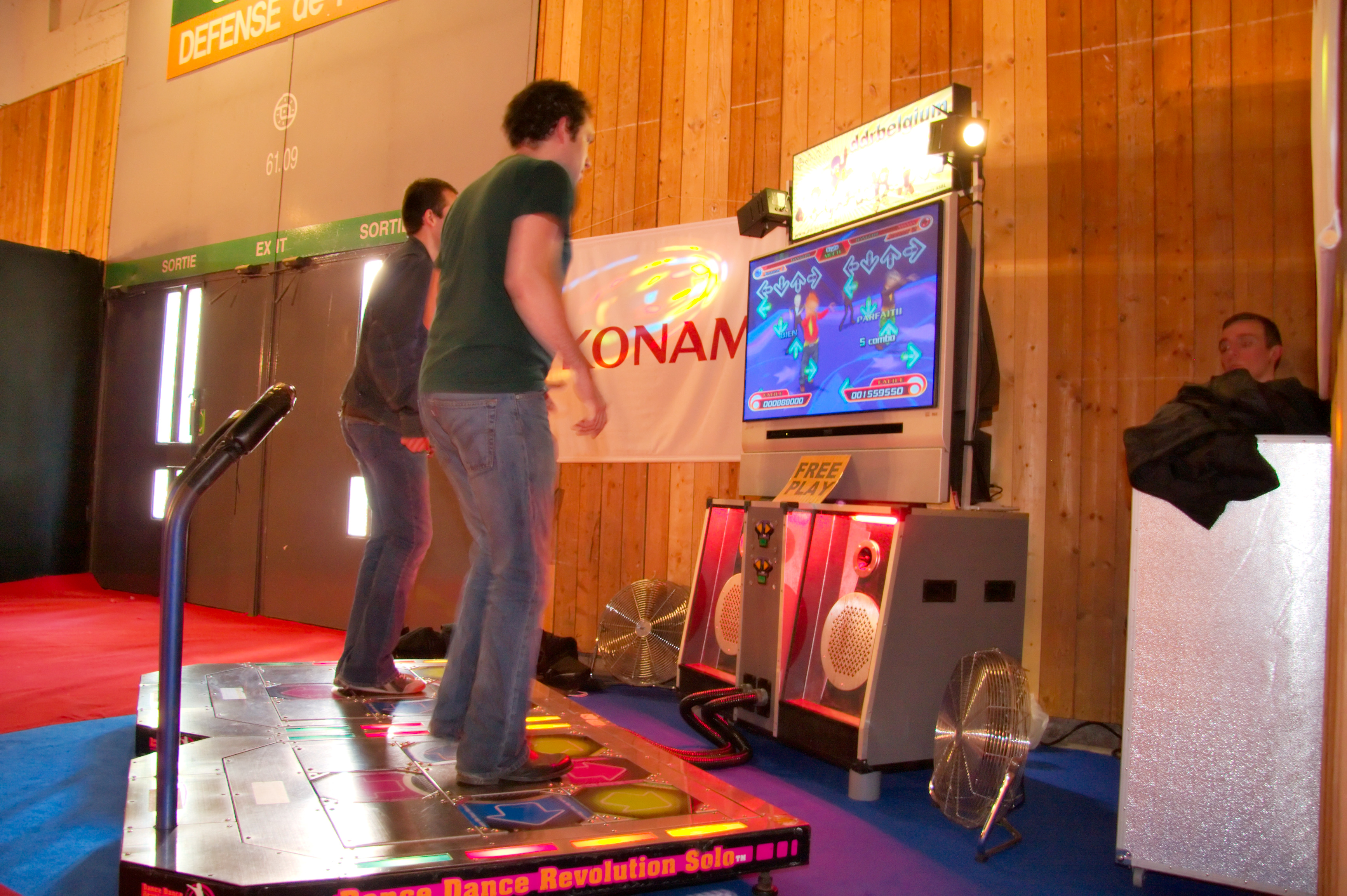
بازیکنان در حالی بازی ریتم با استفاده از دنس پد

بازی ریتم (انگلیسی: Rhythm game) یک ژانر بازی ویدئویی زیر مجموعه بازی موزیک ویدئو اکشن می باشد. در اینگونه بازی ها بازیکنان با خواندن یا رقصیدن با آهنگ های مختلف قادر به کسب امتیاز های لازم هستند. مدل های مختلف رقص و شبیه ساز ساز موسیقی در اینگونه از بازی ها رواج دارد. در برخی از بازی ها شبیه ساز یک گروه موسیقی نیز می باشند. این بازی ها اغلب با کنترل‌کننده بازی و دوربین های مخصوص حرکتی کینکت انجام می شوند. شبیه ساز نوازندگی گیتار موسیقی راک گیتار هیرو نیز در این مجموعه می باشند.